# 욜란다 애덤스
욜란다 애덤스(Yolanda Adams, 1961년 8월 27일 ~ )는 미국의 가스펠 가수이다.